# Romeo Menti
Romeo Menti (5. září 1919, Vicenza, Italské království – 4. května 1949, Superga, Itálie) byl italský fotbalový útočník. Zemřel při tragedii Superga, když klubové letadlo narazilo s hráči do baziliky Superga.

## Kariéra
Debutoval v dresu Vicenzi již v 16 letech v roce 1934 a byl známý pod jménem Menti III, protože za klub hrály i jeho dva bratři. Za čtyři roky vstřelil celkem 34 ligových branek a v roce 1938 byl prodán  do Fiorentiny za 68 000 lir. S klubem vyhrál 2. ligu (1938/39) a také domácí pohár (1939/40). Za fialky hrál tři roky a vstřelil 43 branek. V roce 1941 odešel do Turína, kde slavil tituly. Za býky odehrál do tragického dne v lize 131 utkání a vstřelil 53 branek. Vyhrál čtyři tituly (1942/43, 1946/47, 1947/48, 1948/49) a jeden domácí pohár (1942/43).
Za italskou reprezentací odehrál sedm přátelských utkání a vstřelil pět branek.
Po tragické události se klub z Vicenzi rozhodlo po něm pojmenovat stadion. Také ve městech Castellammare di Stabia, Nereto a Montichiari se rozhodli o totéž.

## Hráčská statistika
| Sezóna               | Klub                 | Liga                 | Liga   | Liga | Ligové poháry | Ligové poháry | Ligové poháry | Kontinentální poháry | Kontinentální poháry | Kontinentální poháry | Celkem | Celkem |
| Sezóna               | Klub                 | Soutěž               | Zápasy | Góly | Soutěž        | Zápasy        | Góly          | Soutěž               | Zápasy               | Góly                 | Zápasy | Góly   |
| -------------------- | -------------------- | -------------------- | ------ | ---- | ------------- | ------------- | ------------- | -------------------- | -------------------- | -------------------- | ------ | ------ |
| 1934/35              | Vicenza              | Serie B              | 3      | 0    | -             | 0             | 0             | -                    | 0                    | 0                    | 3      | 0      |
| 1935/36              | Vicenza              | Serie C              | 22     | 4    | -             | 0             | 0             | -                    | 0                    | 0                    | 22     | 4      |
| 1936/37              | Vicenza              | Serie C              | 26     | 9    | -             | 0             | 0             | -                    | 0                    | 0                    | 26     | 9      |
| 1937/38              | Vicenza              | Serie C              | 30     | 21   | IP            | 2             | 2             | -                    | 0                    | 0                    | 32     | 23     |
| Celkem za Vicenzu    | Celkem za Vicenzu    | Celkem za Vicenzu    | 81     | 34   | -             | 2             | 2             | -                    | 0                    | 0                    | 83     | 36     |
| 1938/39              | Fiorentina           | Serie B              | 28     | 17   | IP            | 1             | 1             | -                    | 0                    | 0                    | 29     | 18     |
| 1939/40              | Fiorentina           | Serie A              | 17     | 9    | IP            | 2             | 0             | -                    | 0                    | 0                    | 19     | 9      |
| 1940/41              | Fiorentina           | Serie A              | 29     | 18   | IP            | 3             | 1             | -                    | 0                    | 0                    | 32     | 19     |
| 1941/42              | Turín                | Serie A              | 28     | 14   | IP            | 1             | 0             | -                    | 0                    | 0                    | 29     | 14     |
| 1942/43              | Turín                | Serie A              | 22     | 8    | IP            | 1             | 0             | -                    | 0                    | 0                    | 23     | 8      |
| 1944                 | Milán                | Národní divize       | 9      | 1    | -             | 0             | 0             | -                    | 0                    | 0                    | 9      | 1      |
| 1945/46              | Fiorentina           | Národní divize       | 18     | 6    | -             | 0             | 0             | -                    | 0                    | 0                    | 18     | 6      |
| Celkem za Fiorentinu | Celkem za Fiorentinu | Celkem za Fiorentinu | 92     | 50   | -             | 6             | 2             | -                    | 0                    | 0                    | 98     | 52     |
| 1946/47              | Turín                | Serie A              | 14     | 6    | -             | 0             | 0             | -                    | 0                    | 0                    | 14     | 6      |
| 1947/48              | Turín                | Serie A              | 38     | 16   | -             | 0             | 0             | -                    | 0                    | 0                    | 38     | 16     |
| 1948/49              | Turín                | Serie A              | 29     | 9    | -             | 0             | 0             | -                    | 0                    | 0                    | 29     | 9      |
| Celkem za Turín      | Celkem za Turín      | Celkem za Turín      | 131    | 83   | -             | 2             | 0             | -                    | 0                    | 0                    | 133    | 83     |
| Celkově              | Celkově              | Celkově              | 304    | 167  | -             | 10            | 4             | -                    | 0                    | 0                    | 314    | 171    |

## Hráčské úspěchy

### Klubové
- vítěz italské ligy (4x)

Turín: 1942/43, 1946/47, 1947/48, 1948/49
- vítěz 2. italské ligy (1x)

Fiorentina: 1938/39
- vítěz italského poháru (2x)

Fiorentina: 1939/40 

Turín: 1942/43